# سیارک ۲۱۷۰۲
سیارک ۲۱۷۰۲ (به انگلیسی: 21702 Prisymendoza، نامگذاری:1999RA73) بیست و یک هزار و هفتصد و دومین سیارک کشف شده‌است که در ۷ سپتامبر ۱۹۹۹ کشف شد.
قدر مطلق سیارک برابر ۱۰.۲ است.